# لورانس واديل
المقدم في الجيش لورانس أوستين واديل، وسام الحمام، ووسام الإمبراطورية الهندية، والجمعية اللينيانية اللندنية، ودكتوراه في القانون، وماجستير الجراحة، والخدمة الطبية الهندية، والجمعية الأنثروبولوجية الملكية في بريطانيا العظمى وإيرلندا، والجمعية الملكية الآسيوية (29 مايو 1854-19 سبتمبر 1938) مستكشف أسكتلندي، وأستاذ في التبتية، وأستاذ في الكيمياء وعلم الأمراض، وجراح في الجيش الهندي، وجامع في التبت، وعالم آثار هاوٍ. درس واديل أيضًا السومرية والسنسكريتية؛ وقدم ترجمات مختلفة للأختام والنقوش الأخرى. أكسبته سمعته كعالم آشوري القليل من الاعتراف الأكاديمي أو عدم الاعتراف الأكاديمي وقد أثارت كتبه عن تاريخ الحضارة الجدل. من ناحية ثانية، كانت بعض منشورات كتابه شائعة عند العامة، ويعتبره البعض اليوم الشخصية الأم الواقعية للشخصية الخيالية إنديانا جونز.

## حياته
ولد لورانس واديل في 29 مايو 1854، وكان ابن القس توماس كليمنت واديل، دكتور في اللاهوت في جامعة غلاسكو وجان تشابمان، ابنة جون تشابمان من بانتون، في مقاطعة ستيرلينغشاير. حصل لورانس واديل على درجة البكالوريوس في الطب تلتها درجة الماجستير في كل من الجراحة والكيمياء من جامعة غلاسكو عام 1878. كانت وظيفته الأولى كجراح مقيم بالقرب من الجامعة وكان أيضًا رئيسًا للجمعية الطبية بجامعة غلاسكو. في عام 1879، زار سيلان وبورما وشعر «بجاذبية لا تقاوم» نحو البوذية قادته في السنوات اللاحقة إلى دراسة مبادئ وتاريخ وفن البوذية. في عام 1880 انضم واديل إلى الجيش الهندي البريطاني وعمل كضابط طبي في الخدمة الطبية الهندية، ثم تمركز في الهند والشرق الأقصى (التبت والصين وبورما). أصبح في العام التالي أستاذًا في الكيمياء وعلم الأمراض في كلية الطب في كولكاتا، الهند. أثناء عمله في الهند، درس واديل أيضًا اللغة السنسكريتية وعمل محررًا في جريدة الوقائع الطبية الهندية. أصبح مساعد مفوض الشؤون الصحية في ظل حكومة الهند.
بعد أن عمل واديل أستاذًا للكيمياء وعلم الأمراض لمدة 6 سنوات، شارك في حملات عسكرية في جميع أنحاء بورما والتبت. بين عامي 1885 و1887 شارك واديل في الحملة البريطانية التي أدت إلى ضم بورما العليا، والتي هزمت ثيباو مين آخر ملوك سلالة كونباونغ. بعد عودته من بورما كان واديل متمركزًا في منطقة دارجيلينغ في الهند، وتم تعيينه مسؤولًا طبيًا رئيسيًا في عام 1888. في تسعينيات القرن التاسع عشر، وبينما كان واديل في بانتا، أثبت أن أغام كوان كان جزءًا من جحيم أشوكا. كانت منشوراته الأولى عبارة عن مقالات في الطب وعلم الحيوان، وأبرزها «طيور سيكيم» (1893). حصل على الدكتوراه في القانون في عام 1895.
سافر واديل على نطاق واسع في الهند خلال تسعينيات القرن التاسع عشر (بما في ذلك سيكيم ومناطق على حدود نيبال والتبت) وكتب عن الممارسات الدينية البوذية التبتية التي شاهدها هناك. تعلم واديل، الذي كان متمركزًا مع الجيش البريطاني في دارجيلينغ، اللغة التبتية بل إنه زار التبت عدة مرات سرًا متخفيًا. كان المستشار الثقافي في الغزو البريطاني للتبت في الفترة بين 1903-1904 بقيادة العقيد السير فرانسيس إدوارد يونغسباند، وكان يعتبر إلى جانب السير تشارلز بيل أحد أهم السلطات في التبت والبوذية التبتية. درس واديل علم الآثار وعلم الأعراق في الفترات الفاصلة بين مهامه العسكرية في الهند والتبت، ونشرت مآثره في جبال الهيمالايا في كتابه الناجح للغاية «بين جبال الهيمالايا» (1899). كما أجريت العديد من الحفريات الأثرية وأشرف عليها واديل في جميع أنحاء الهند، بما في ذلك باتاليبوترا، التي لم يتم الاعتراف باكتشافها إلا بعد فترة طويلة من وفاته، في عام 1982، من قبل حكومة البنغال. تم نشر اكتشافاته في باتاليبوترا في تقرير رسمي في عام 1892.
تخصص واديل خلال تسعينيات القرن التاسع عشر في الآثار البوذية وأصبح جامعًا، نشر بين عامي 1895 و1897 «تقارير عن مجموعات المنحوتات البوذية الهندية السكوثية من وادي سوات»، وفي عام 1893 قرأ أيضًا ورقة أمام المؤتمر الدولي للمستشرقين: «حول بعض المنحوتات البوذية الهندية الإغريقية المكتشفة حديثًا من وادي سوات». في عام 1895 نشر واديل كتابه بوذية التبت أو اللامية، والذي كان من أوائل الأعمال المنشورة في الغرب عن البوذية. بصفته جامعًا، صادف واديل العديد من المخطوطات والخرائط التبتية، لكنه شعر بخيبة أمل لعدم العثور على إشارة واحدة إلى حضارة قديمة مفقودة، كان يأمل في اكتشافها.
واصل واديل خدمته العسكرية مع الخدمة الطبية الهندية. كان في الصين خلال ثورة الملاكمين (1898-1901)، بما في ذلك إغاثة بكين في أغسطس 1900، وعلى إثره ورد ذكره في الإرساليات، وحصل على ميدالية حرب الصين (1900) مع المصافحة، وفي عام 1901 تم تعيينه حارسًا لوسام الإمبراطورية الهندية (سي آي إي). بحلول أواخر عام 1901، انتقل إلى المقاطعة الحدودية الشمالية الغربية وكان حاضرًا أثناء حصار محسود وزيري، 1901-1902. كان في مالاكاند في عام 1902 وشارك في بعثة التبت إلى لاسا 1903-1904، والتي ذكرت مرة أخرى في الإرساليات، وحصل على ميدالية مع مصافحة وعين حارسًا لوسام الحمام (سي بي). عاد واديل بعد ذلك إلى إنجلترا، حيث أصبح لفترة وجيزة أستاذًا للتبتية في كلية لندن الجامعية (1906-1908).
في عام 1908، بدأ واديل في تعلم السومرية. بذلك، اتجه في حياته المهنية اللاحقة إلى دراسة الشرق الأدنى القديم، وخاصة السومرية وكرس وقته لفك رموز أو ترجمة الألواح المسمارية القديمة أو الأختام، وعلى الأخص منها لوح سلالة شيل. في عام 1911، نشر واديل سجلين في موسوعة إرمديا بريتانيكا. بحلول عام 1917، تقاعد واديل بالكامل وبدأ الكتابة بشكل حصري عن الآريين، بدءًا من مقال نشر في مجلة نقدية آسيوية بعنوان «الأصل الآري لحضارة العالم». نشر واديل، منذ عشرينيات القرن العشرين، العديد من الأعمال التي حاول فيها إثبات الأصل الآري (أي الهندو أوروبي) للأبجدية وظهور شخصيات الأساطير الهندية الأوروبية في أساطير الشرق الأدنى القديمة (على سبيل المثال، الحيثية والسومرية والبابلية). كان أساس حجته هو ما رآه استمرارًا لممارسات العبادة والرموز الدينية والقصص والشخصيات الأسطورية وأسماء الله والأبطال في جميع أنحاء الحضارات الغربية والشرق الأدنى، ولكنه استند أيضًا في حججه على أختام السومرية ووادي السند التي تم فك رموزها، وغيرها من الاكتشافات الأثرية.
توفي واديل عام 1938. في نفس العام، كان قد أكمل كتابة أصل طروادة للحضارة العالمية. لم ينشر الكتاب أبدًا.